# 羊乳
羊乳，俗稱羊奶，是家羊的乳汁。在現代文化中，相較於直接飲用，羊乳更常用於製造乳製品。許多著名的乳酪便是以羊乳製成，如希臘的菲達起司、法國的羅克福乾酪、西班牙的曼徹格起司以及義大利的佩克里諾乳酪和瑞可達乳酪等。它也可以製成優格，尤其是希臘優格。雖然羊隻的產乳量不比乳牛，羊乳含有更豐富的脂質、非脂肪乳固形物和礦物質，人體吸收會較豐富，因此較適合做為乳酪的原料，也比較有一股特殊的氣味。然而，羊乳在人體逐漸年長後，並不能被當作乳糖不耐症患者的牛乳替代品；它的乳糖含量只是略低於牛乳。
現今僅有少數的綿羊品種是純為產乳而豢養，但牠們皆已成為羊乳生產的選擇育種，故能較一般家羊產出更多的乳汁。最普遍和乳源豐富的產乳羊種包括拉卡恩綿羊、東弗里生綿羊和阿瓦西綿羊。

## 成分

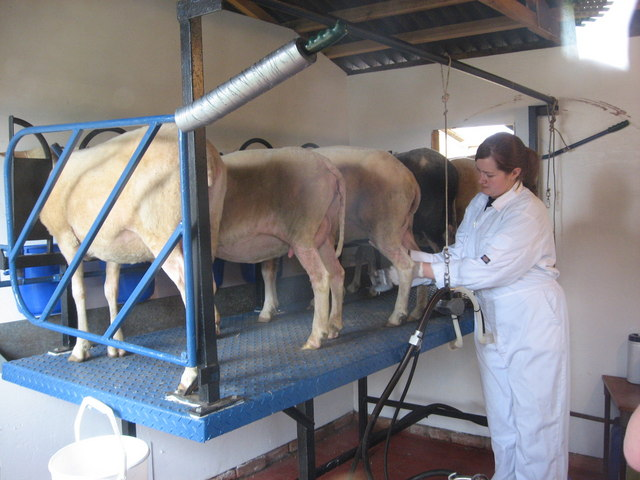
大伯爵漢風車的羊乳廠

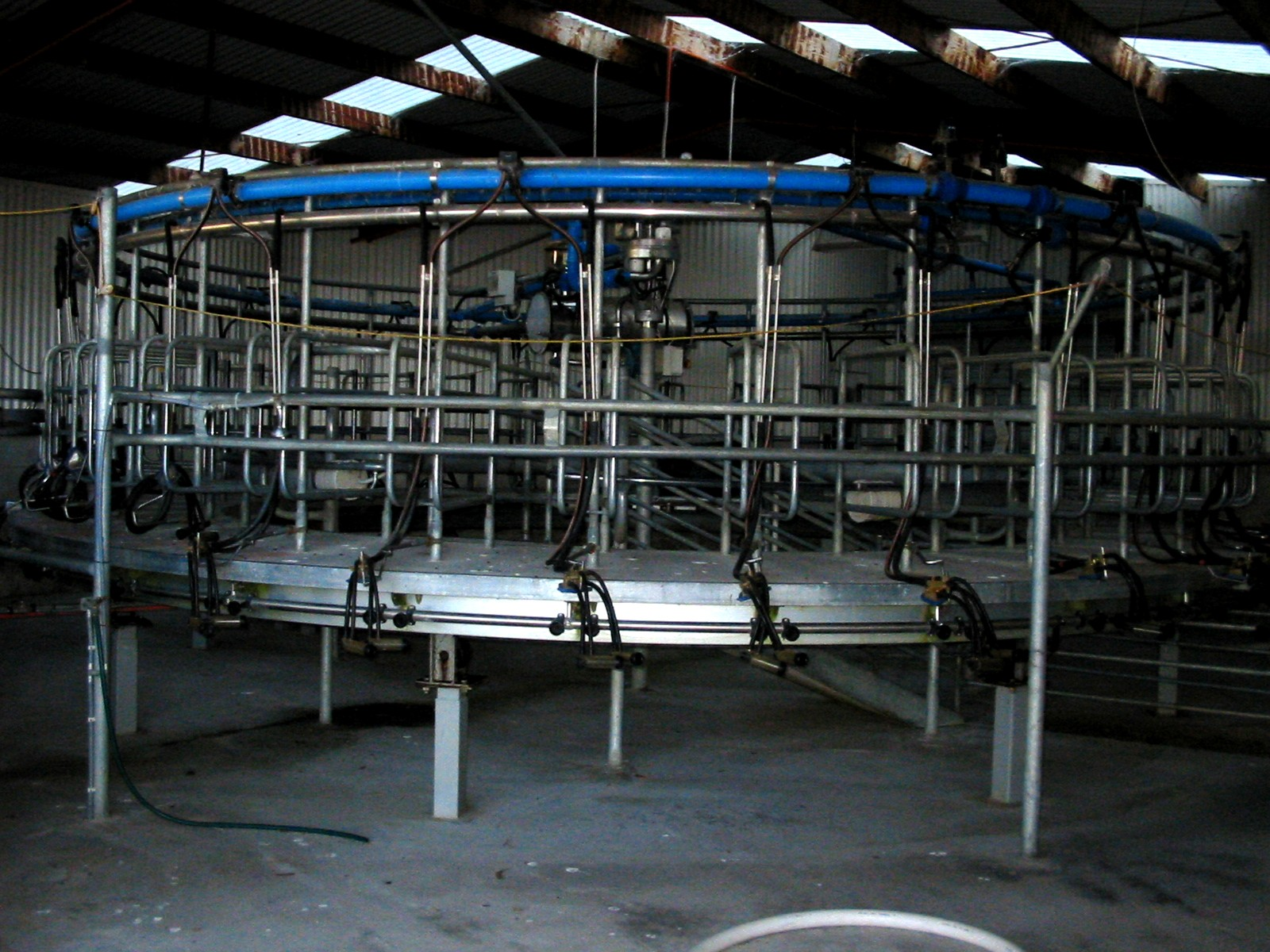
羊機械擠奶機在新西蘭南島

|              | 羊奶 | 牛奶 |
| ------------ | --- | --- |
| 蛋白质       | 羊奶蛋白质较牛奶稍高，其中酪蛋白占75%，α-S1酪蛋白占总蛋白的1-3%，β-乳球蛋白的含量比牛奶低。                                                  | 牛奶的蛋白质含量为2.7%-3.7%，其中酪蛋白含量占85%，α-S1酪蛋白的含量占总蛋白的43%，β-乳球蛋白的含量是羊奶的2倍多。 |
| 乳糖         | 有，約4克 | 有，約4至5克 |
| 维生素、叶酸 | 新鮮羊奶缺乏叶酸，维生素C含量为1.29mg/100g。                                                                                                 | 牛奶叶酸较高，维生素C含量为0.94mg/100g，大大低于母乳。                                                           |
| 脂肪         | 羊奶的脂肪球细胞小，比牛奶小三分之一，，接近人体脂肪球细胞大。羊乳含豐富的中鏈脂肪酸，人體較好吸收利用多。                                   | 脂肪球细胞大，以饱和脂肪酸为多。                                                                                 |
| 矿物质       | 羊奶中矿物质较多，总含量为0.85%，钙、磷含量较牛奶多20%，钙铁之间没有拮抗作用，钙铁吸收率高，牛奶中矿物质含量为0.72%，钙占了全部矿物质的45%。 | 牛奶钙磷比例与羊奶相似，含铁量与羊奶相仿，但牛奶中的钙铁会相互作用，从而影响二价铁的吸收。                       |
| 酸碱度       | 偏碱性 | 偏酸性 |
| 上皮生长因子 | 羊奶含有和人乳一样的活性因子——上皮细胞生长因子(EGF)，有益上皮细胞的生长和修复。                                                              | 牛奶无上皮生长因子。                                                                                             |

## 优缺点

### 优点
- 羊奶的脂肪球与蛋白质颗粒只有牛奶的1/3，且颗粒大小均匀，所以更容易被人体消化吸收。
- 羊奶中的免疫球蛋白含量很高。免疫球蛋白在人体中的作用是抗生素类药物不能替代的。通常感冒、流感、肺炎等由病毒引起的疾病，抗生素不仅不能有效地杀灭病毒，相反会给人体带来很多副作用，免疫球蛋白则能有效地消灭病毒，保护人体不受伤害。
- 羊奶富含的天然核苷酸比牛奶高出3倍之多。醫學研究發現，核苷酸能增進體內抵抗力，幫助抵抗在環境的侵害，在自我保護功能上扮演重要的角色。核苷酸也能改變腸道菌叢的分布，提昇乳酸菌的生長，對腸絨毛的生長與成熟也有幫助，能降低腹瀉問題，更能進一步促進腸道對營養素的吸收力。
- 上皮細胞生長因子（EGF）是羊奶含有的另一個重要成份，EGF具有促進細胞生長的作用，在寶寶稚嫩的口腔、呼吸道及腸道，會形成完整保護膜。
- 羊奶亦含天然多胺，它和腸道通透性有關，能預防食物過敏、降低身體的敏感性。

### 缺点
- 羊奶中缺乏叶酸，维生素C，含铁质亦低，鲜牛奶也如此，營養方面的差距，礦物質太高，對人類嬰兒的腎臟還需發育來說，無法代替自己哺乳。[3]

- 市面上的嬰兒羊奶粉，已針對寶寶成長需求調整過成分，添加了鐵質、葉酸、維生素，故只要選購合格的嬰兒羊奶粉品牌，則可安心給寶寶食用。